# Sporting News
Sporting News (ранее «The Sporting News», известная как TSN) — американский спортивный журнал. Журнал был основан в 1886 году и очень большое внимание уделял бейсболу из-за чего получил прозвище «Библия бейсбола» (англ. "The Bible of Baseball"). В настоящее время журнал вместе с дочерней радиосетью принадлежит компании American City Business Journals, филиалу Advance Publications.
В основном Sporting News освещает семь видов спорта — Главную лигу бейсбола, Национальную баскетбольную ассоциацию, Национальную футбольную лигу, Национальную хоккейную лигу, NASCAR, студенческий баскетбол и американский футбол Национальной ассоциации студенческого спорта.
После 122 лет еженедельного выхода, в 2008 году журнал стал выходить раз в две недели. В том же году была запущена электронная версия журнала — Sporting News Today, выходящая каждый день.

## Спортсмен года
С 1968 года журнал выбирает одного или нескольких спортсменов года. Четырежды награда была поделена между двумя спортсменами. Дважды в 1993 и 2000 годах награду получили двое спортсменов из одной организации, а в 1999 году награду получила целая команда.
18 декабря 2007 года Квотербек «Нью-Ингленд Пэтриотс» Том Брэди получил награду второй раз и стал первым спортсменом, получившим награду дважды. Марк Макгваир «Сент-Луис Кардиналс» также дважды получал награду, однако во второй раз он разделил её с Самми Соса из «Чикаго Кабс».
| - 2008 — Илай Мэннинг, Нью-Йорк Джайентс - 2007 — Том Брэди, Нью-Ингленд Пэтриотс - 2006 — Дуэйн Уэйд, Майами Хит - 2005 — Мэтт Лейнарт, USC football - 2004 — Том Брэди, Нью-Ингленд Пэтриотс - 2003 — Дик Вермейл, Канзас-Сити Чифс и Джэк Маккин, Флорида Марлинс - 2002 — Тайрон Виллингхем, Нотр Дам американский футбол - 2001 — Курт Шиллинг, Аризона Даймондбэкс - 2000 — Маршал Фолк и Курт Ворнер, Сент-Луис Рэмс - 1999 — Нью-Йорк Янкис - 1998 — Марк Макгваир, Сент-Луис Кардиналс и Самми Соса, Чикаго Кабс - 1997 — Марк Макгваир, Сент-Луис Кардиналс - 1996 — Джо Торрел, Нью-Йорк Янкис - 1995 — Кэл Рипкен, Балтимор Ориолс - 1994 — Эммит Смит, Даллас Ковбойз - 1993 — Цито Гастон и Пэт Гиллик, Торонто Блю Джейс - 1992 — Майк Крзевски, Университет Дьюка баскетбол - 1991 — Майкл Джордан, Чикаго Буллз - 1990 — Нолан Райан, Техас Рейнджерс | - 1989 — Джо Монтана, Сан-Франциско Форти Найнерс - 1988 — Джекки Джойнер-Керс, Олимпийские игры - 1987 — None - 1986 — Ларри Бёрд, Бостон Селтикс - 1985 — Пит Роуз, Цинциннати Редс - 1984 — Питер Уберрот, организатор Олимпийских игр - 1983 — Боуи Кун, комиссар Major League Baseball - 1982 — Уити Херзог, Сент-Луис Кардиналс - 1981 — Уэйн Гретцки, Эдмонтон Ойлерз - 1980 — Джордж Бретт, Канзас-Сити Роялс - 1979 — Вилли Старгелл, Питтсбург Пайрэтс - 1978 — Рон Гуидри, Нью-Йорк Янкис - 1977 — Стив Котен, Скачки - 1976 — Ларри О’Брайен, комиссар НБА - 1975 — Арчи Гриффин, Университет штата Огайо американский футбол - 1974 — Лу Брок, Сент-Луис Кардиналс - 1973 — О. Джей Симпсон, Баффало Биллс - 1972 — Чарли Финли, Окленд Атлетикс - 1971 — Ли Тревино, гольф - 1970 — Джон Вуден, UCLA basketball - 1969 — Том Сивер, Нью-Йорк Метс - 1968 — Денни Маклейн, Детройт Тайгерс |